# (422699) 2000 PD3
(422699) 2000 PD3 est un astéroïde proche de la Terre de type Apollon, classé comme potentiellement dangereux.